# Hasbro
Hasbro (fino al 1968 Hassenfeld Brothers) è una casa editrice statunitense di giochi e giocattoli. Terza più grande società produttrice di giocattoli al mondo, dietro solo a Mattel e al colosso LEGO, la sua produzione è quasi totalmente delocalizzata in Oriente. Editrice del noto gioco da tavolo Monopoly, Hasbro ha sede a Pawtucket, nel Rhode Island.

## Storia
L'articolo d'esordio della ditta fu il giocattolo Mr. Potato Head, una patata antropomorfa smontabile. Fu inventato alla fine degli anni quaranta da George Lerner, che inizialmente vendette l'idea ad una fabbrica di fiocchi d'avena, in modo tale che le diverse parti del giocattolo potessero essere distribuite come regalo dentro le confezioni. L'affare non ebbe successo e Lerner riacquistò i diritti a favore degli allora produttori tessili Henry, Hilal ed Herman Hassenfeld, titolari della ditta Hassenfeld Brothers, nome più tardi abbreviato in Hasbro. L'articolo ebbe un successo strepitoso, che favorì lo sviluppo di altri giochi e giocattoli da parte della ditta, che fu riconvertita per diventare appunto una fabbrica di giocattoli.
Hasbro Inc è la capogruppo di diverse società controllate. I giochi ed i giocattoli prodotti dalle suddette società conservano la marca, che costituisce un importante richiamo pubblicitario. Qui di seguito alcune delle società controllate dalla Hasbro:
- Avalon Hill
- Coleco
- Galoob
- Kenner
- Maisto
- Milton Bradley
- Parker Brothers
- Playskool
- Selchow and Righter
- Tiger Electronics
- Tonka
- Wizards of the Coast
- Wrebbit

La più grande controllata dalla Hasbro è la Kenner (Cincinnati, Ohio). Quest'ultima è l'artefice dei successi di alcune linee di giocattoli d'oltreoceano quali Star Wars, Play-Doh, Super Powers, M.A.S.K., Strawberry Shortcake e Care Bears. Dopo l'acquisizione da parte della Hasbro, il sito della Kenner divenne uno dei principali produttori di giocattoli per ragazzi, con la realizzazione di linee di alta qualità come i G.I. Joe, Transformers, Batman e Star Wars. Tuttavia con il calo delle vendite del 2000, Hasbro affrontò la difficile decisione di ridurre i prezzi in modo da venir incontro ai maggiori clienti. La società decise di chiudere l'intera fabbrica di Cincinnati, riallocando circa 100 lavoratori e lasciandone a casa più di 400. Questa decisione, sebbene positiva per la Hasbro, creò un effetto negativo sul mercato del lavoro della città, che continuò a fare affari al di fuori dalla stessa.

## Sussidiarie
- Funskool (40%)
- Hasbro Gaming
- Hasbro Entertainment, Licensing and Digital
  - Cake Mix Studio
  - Discovery Family (40%)
  - Boulder Media
- Saban Brands Entertainment Group
  - SCG Characters LLC
  - SCG Power Rangers LLC
  - SCG Luna Petunia LLC
  - Treehouse Detectives LLC
  - Saban Brands Voyagers LLC
- Entertainment One
  - eOne Family & Brands
    - Astley Baker Davies
    - Secret Location
    - Mark Gordon Company
    - AutoMatik[1]

  - eOne Films
    - Amblin Partners (joint venture)
      - DreamWorks Pictures
      - Amblin Entertainment
      - Amblin Television

    - Makeready
    - Momentum Pictures
    - Les Films Séville
    - Séville International[2]
    - Sierra/Affinity

  - eOne Television
    - Daisybeck Studios (United Kingdom)[3]
    - Whizz Kid Entertainment (United Kingdom)[4]
    - Blackfin (United States)[5]
    - Renegade83 (United States)[6]
- HasLab (defunct in 2012, reestablished in 2018)[7]
- Hasbro Pulse
- Playskool
- Tonka
- Wizards of the Coast
  - Archetype Entertainment[8]
  - Avalon Hill (brand)
  - Mirrorstone Books
  - Tuque Games

### Chiuse
- Allspark assorbita da Entertainment One nel 2020)
  - Allspark Pictures
  - Allspark Animation
- Backflip Studios (70%)
- Claster Television
- Cranium, Inc.
- Empire Pencil
- Galoob
- Hasbro Interactive
- Kenner Products
- Larami (brand ora utilizzato da Nerf)
- Milton Bradley Company
- Parker Brothers
- Selchow and Righter
- Tiger Electronics
- Wrebbit

## Prodotti

### Marchi
Hasbro detiene diversi marchi di giocattoli molto conosciuti, quali:
- Cabbage Patch Kids (1989-1994)
- G.I. Joe
- Jurassic Park (1993-2021)
- Jem (di cui fu prodotta anche la serie televisiva omonima)
- Leggy
- Littlest Pet Shop
- Micro Machines
- My Little Pony
- Mr. Potato Head
- Nerf
- Pokémon
- Power Rangers
- Spider-Man
- Star Wars
- Transformers
- The Avengers
- WWF Hasbro Action Figures (1990-1994)

### Giochi da tavolo
Hasbro è anche la più grande produttrice di giochi da tavolo del mondo, grazie ai marchi di cui possiede i diritti, come Parker Brothers, Milton Bradley Company, Wizards of the Coast e Avalon Hill. Da questi derivano molti giochi di successo quali:
- Axis and Allies
- Battleship
- Candy Land
- Cluedo
- Chi vuol essere Milionario?
- Crack!
- Dungeons and Dragons
- Forza 4
- Giorno di paga
- Life
- Indovina chi
- L'erede misterioso
- L'isola di fuoco
- Magic: The Gathering
- Monopoly
- Risk, noto in Italia come RisiKo!
- Saltinmente
- Scrabble
- Taboo
- Trivial Pursuit
- Twister